# Мвенда, Энн Канану
Энн Канану Мвенда (англ. Anne Kananu Mwenda; род. 1980) — кенийский политический и государственный деятель. С 16 ноября 2021 года является губернатором округа Найроби. До этого, с 15 января 2021 по 16 ноября 2021 года, она занимала должность заместителя губернатора округа Найроби.
В декабре 2020 года исполняла обязанности губернатора округа Найроби после импичмента и отстранения от должности предыдущего губернатора Майка Сонко. В соответствии с законами Кении она отработала оставшийся срок предыдущего губернатора.

## Ранний период жизни
Родилась в мае 1980 года в округе Эмбу. Училась в начальной школе Сент-Майкл в родном округе, а затем поступила в среднюю школу для девочек Богоматери Милосердия в Магунду, школу-интернат для девочек в округе Тарака-Нити, находящуюся в ведении католической церкви. В 1999 году получила кенийский аттестат о среднем образовании.
Имеет степень бакалавра наук в области криминологии и управления безопасностью, которую получила в Технологическом университете Дедана Кимати в 2016 году. Также имеет диплом в области криминологии и управления безопасностью, полученный в Университете Сент-Пола в Лимуру в 2013 году. Имеет два сертификата, полученных в Университете Найроби в период с 2011 по 2012 год: первый сертификат в области управления человеческими ресурсами, а второй сертификат в области связей с общественностью. Среди других её квалификаций — сертификат по антикризисному менеджменту от AVSEC и сертификат о проведении скрининга для женщин, полученный от министерства внутренней безопасности США.

## Карьера
Возглавляла местное самоуправление округа Найроби. С 2002 по 2003 год работала представителем по обслуживанию клиентов, а затем личным помощником генерального директора в Mokir Enterprises Limited. Затем была нанята директором компании H. Mogambi and Company Advocates в должности личного помощника с 2003 по 2004 год.
Позже устроилась на работу в Администрацию аэропортов Кении в должности начальника службы безопасности, отвечающего за контроль качества и обучение. В мае 2018 года была нанята мэрией Найроби в должности главного специалиста, отвечающего за управление и координацию действий в случае стихийных бедствий. В январе 2021 года была приведена к присяге в должности заместителя губернатора.

## Личная жизнь
Была замужем за Филиппом Нджиру Мутатаем, который погиб в дорожно-транспортном происшествии в январе 2019 года.